# Broström Tankers
Broström Tankers er et svensk tankskibsrederi med hovedsæde i Göteborg. Siden januar 2009 har Broström været datterselskab af Maersk Tankers, et selskab ejet af A.P. Møller-Mærsk.

## Historie
Historien om rederiet begyndte i 1865, da Axel Broström købte galeasen "Mathilda". I 1890 stiftede han Ångfartygs AB Tirfing, der senere blev moderselskabet i Broström Gruppen. Hovedsædet blev placeret på det nuværende sted i Göteborg. Axels søn, Dan Broström, fik hurtigt en central rolle i selskabet. Han ekspanderede med etablering af flere datterselskaber som Swedish American Line, Neptunbolaget, Swedish Orient Line og Swedish East Asiatic Company, ligesom skibsværftet Eriksberg blev etableret i Göteborg.
I 1992 blev Broström Rederi AB købt af United Tankers, der var et joint venture stiftet i Sverige i 1990. I 2005 opkøbte selskabet danske Nordtank og i 2007 blev Petroship Group en del af Broström
Den 27. august 2008 tilbød A.P. Møller-Mærsk at købe Broström for 3.6 milliarder svenske kr. Broström rådede på det tidspunkt over en flåde bestående af 94 produkt- og kemikalietankskibe, hvoraf de 62 var ejede eller indchartrede af selskaber i Broström gruppen. De resterende skibe var ejet af andre, men under management af Broström. Selskabet havde 1285 medarbejdere, hvor de 1000 arbejdede på havet. I januar 2009 godkendte EU's konkurrencemyndighed købet, og Broström Rederi blev indlemmet i Maersk Tankers. Otte måneder senere blev Mærsk Mc-Kinney Møllers barnebarn, Robert Mærsk Uggla udpeget til direktør for Broström.